# Перстач золотистий
Перстач золотистий (Potentilla aurea) — вид квіткових рослин роду перстач родини розові (Rosaceae).

## Ботанічний опис
Багаторічна рослина до 20 см заввишки.
Листки пальчасті, блискучі, листочки з нижнього боку по жилках шовковисто-запушені із зазубреними краями.
Квітки великі, золотисто-жовті, в нечисленних суцвіттях. Цвіте у другій половині літа протягом двох місяців.

## Поширення
Зустрічається у Карпатах. Росте на гірських луках, галявинах, скелях.